# Моховое (озеро, Кировский сельский округ)
Моховое — озеро в Кировском сельском округе Узункольского района Костанайской области Казахстана. Находится в 2 км к юго-востоку от села Ксеньевка и на юге села Моховое.
По данным топографической съёмки 1944 года, площадь поверхности озера составляет 2,02 км². Наибольшая длина озера — 2,5 км, наибольшая ширина — 1,3 км. Длина береговой линии составляет 6,6 км, развитие береговой линии — 1,3. Озеро расположено на высоте 165,8 м над уровнем моря.